# Arthur Kahane
Arthur Kahane (* 2. Mai 1872 in Warschau; † 8. Oktober 1932 in Berlin-Moabit) war Lyriker, Romanschriftsteller, Essayist und von 1905 bis 1932 Dramaturg des Berliner Deutschen Theaters. Er war ein Freund und enger Mitarbeiter von Max Reinhardt.

## Leben
Kahane wuchs in Wien auf und studierte Literatur und Philosophie. Noch während seines Studiums sagte er sich von der jüdischen Glaubensgemeinschaft los. Von 1918 bis 1920 redigierte er die Monatsschrift für Literatur und Theater Das junge Deutschland. Er löste damit Paul Kornfeld ab, nachdem das zweite Heft dieser Zeitschrift erschienen war. Zusammen mit Felix Hollaender gab er die Blätter des Deutschen Theaters heraus.

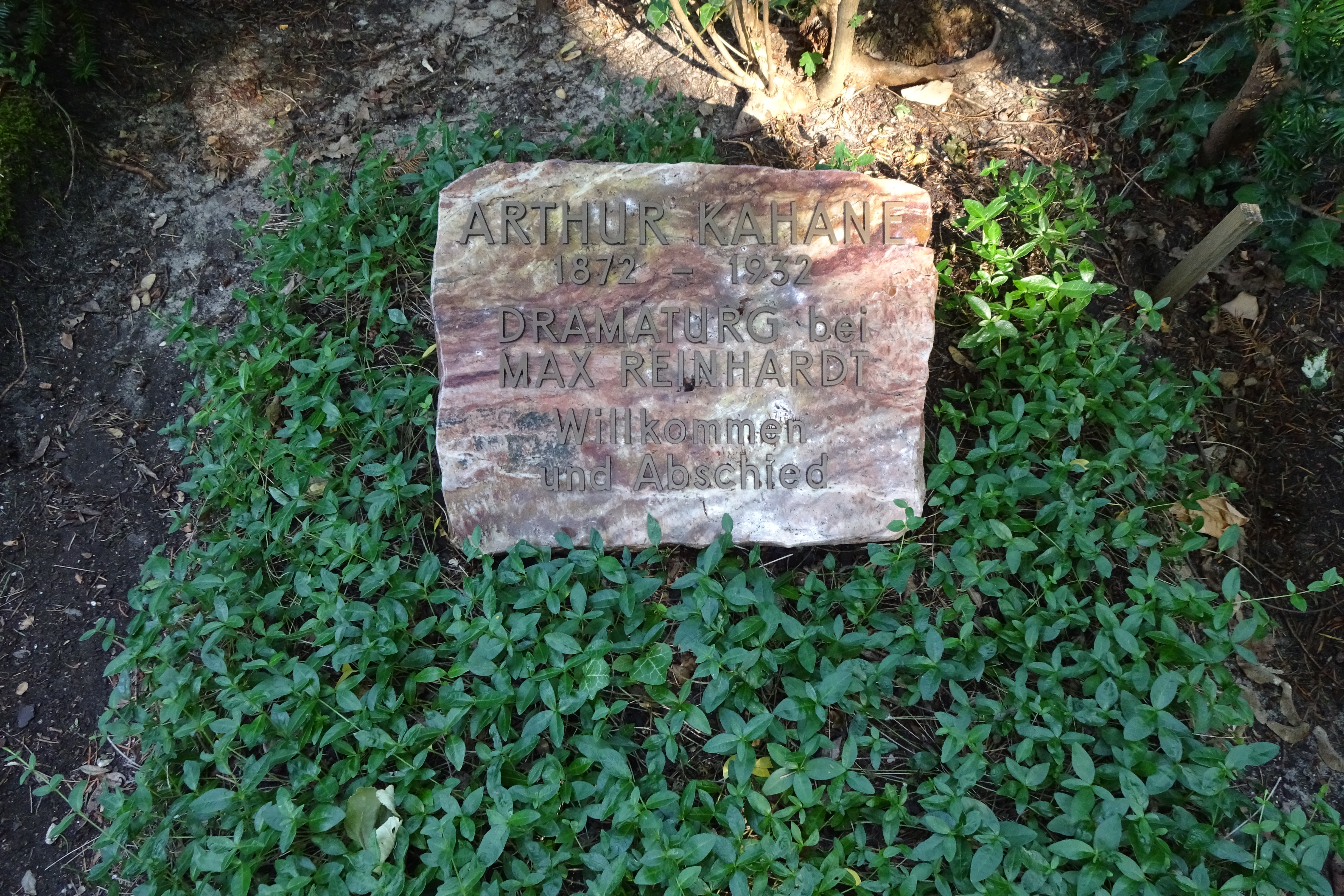
Grab von Arthur Kahane auf dem Friedhof Heerstraße in Berlin-Westend

In Berlin heiratete Kahane 1910 die aus Wien stammende Paula Ornstein (1874–1960). Bereits vor der Ehe kamen die drei Söhne des Ehepaares auf die Welt: der Linguist Heinrich (Henry) Kahane (1902–1992), der Archäologe Peter Kahane (1904–1974) und der israelische Architekt Anselm (Ariel) Kahane (1907–1986).
Arthur Kahane erlag am 8. Oktober 1932 im Alter von 60 Jahren im Krankenhaus Moabit einer Lungenentzündung. An Trauerfeier und Beisetzung auf dem Friedhof Heerstraße im heutigen Ortsteil Berlin-Westend (Grablage: 10-7) nahmen am 11. Oktober 1932 zahlreiche Schauspieler, Schriftsteller und weitere Vertreter des kulturellen Lebens Berlins teil. Dabei sprachen unter anderen Eduard von Winterstein, Friedrich Kayssler und Gertrud Eysoldt Worte des Gedenkens an den Verstorbenen.

## Werke (Auswahl)
- Gedichte. 1908
- Lieder. 1910

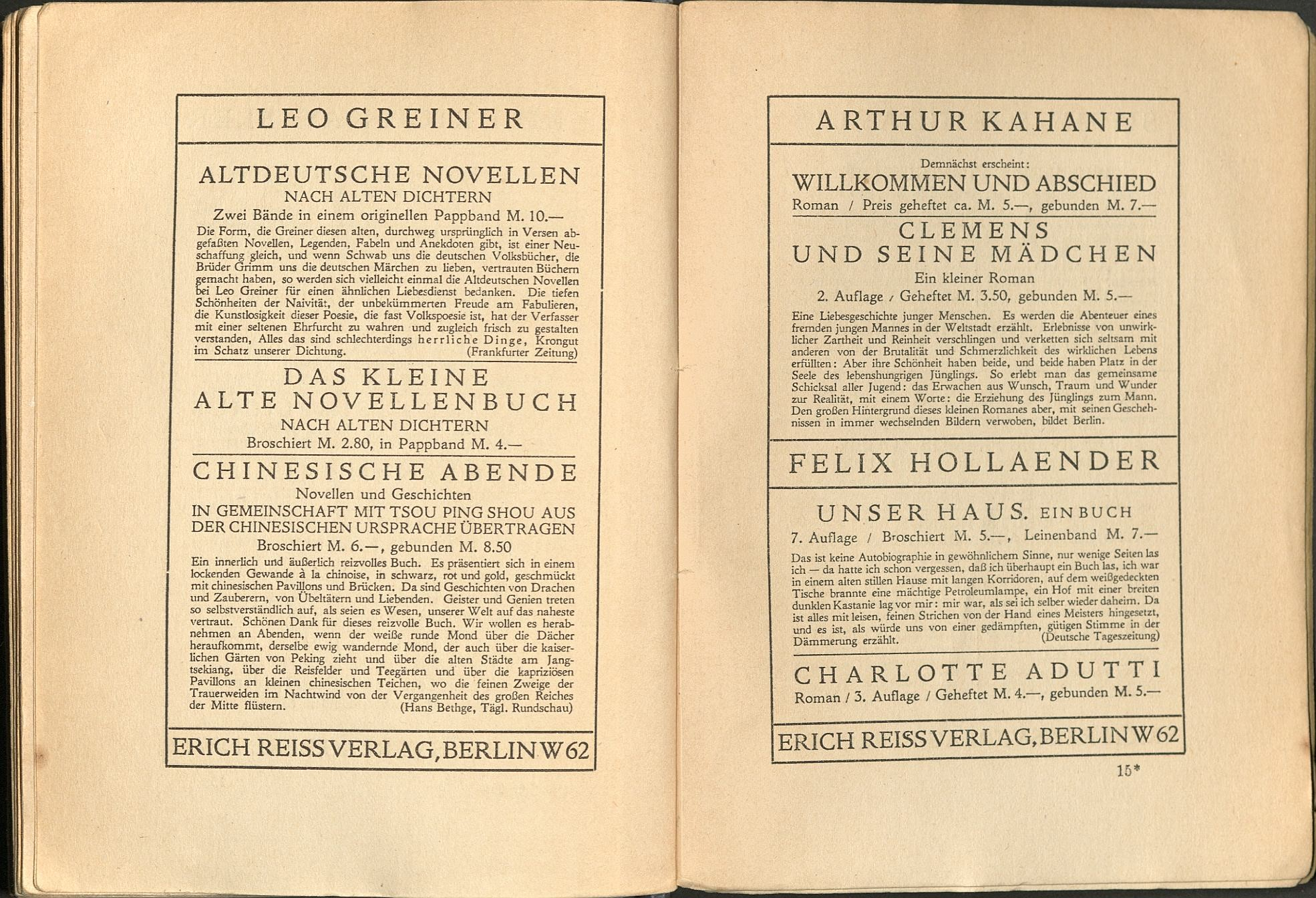
Anzeige bei Erich Reiss (1919)

- Clemens und seine Mädchen. Roman. 1918
- Willkommen und Abschied. Roman. 1919
- Die Tarnkappe. Roman. 1920
- Die fromme Helene. Operette (zusammen mit Felix Hollaender). Musik: Friedrich Hollaender. UA 1923 Berlin
- Der Schauspieler. Roman. 1925
- Tagebuch eines Dramaturgen. 1928 (schildert u. a. verschiedene Lebensläufe berühmter jüdischer Künstler)
- Aus dem Tagebuch eines Theatermanns. 1930
- Die Thimigs. Theater als Schicksal einer Familie. 1930
- Das Judenbuch. 1931 (Bekenntnis Kahanes zum Judentum)

## Filmografie
- 1913: Die Insel der Seligen